# Czobor Mihály
Czoborszentmihályi Czobor Mihály (1575. április 2. – 1616. november 6.) költő, katona, főnemes.

## Élete
Apja Czobor Imre nádorhelytartó harmadik Perényi Borbálával kötött házasságából született. Apja halála után nagybátyja Czobor Pál gyámsága alá került, aki 1589-ben hajlandó volt nagykorúsítani cserébe némi jövedelem elszámoltatási felmentésért. Anyja ez ellen tiltakozott és azt érvénytelenítették. Nővére Erzsébet 1592-ben az őt illető részt kérte tőle, melyben ugyan megegyeztek de újabb rokoni tiltakozások hatására ezen ügylet sem ment végbe. E birtokviták miatt Mihály nővérétől és sógorától is elhidegült, mely csak későbbi közös katonai szolgálatuk alatt enyhült.
Fiatal korában Itáliában (1602 Padova, Siena) és Spanyolországban tanulhatott, ahonnét nyíltságát, szókimondását és heves vérmérsékletét is vehette. Thurzó György későbbi nádorral gyakran levelezett, mivel egyben annak sógora volt. 1594-ben a Rábaközben minden ingósága odavész a török elleni harcban. 1595-ben Révai Péterrel Krakkóba, majd a pozsonyi országgyűlésre utazik. Ugyanekkor Török Benedeknek adományoz egy malmot Éleskő uradalmában. 1596-ban Egernél táborozik, de hamarosan Biccsére menekül. 1598-ban a mostohatestvér fiainak tiltakozása miatt ismét meghiúsul a nővérét illető rész kiadása. Végül mégis sikerrel járnak.
Czobor Mihály első felesége Melith Klára (1596-tól), második felesége Thurzó György első Forgách Zsófiával kötött házasságából származó Zsuzsanna (özv. Perényi Istvánné) lánya volt. Fia Czobor Imre, Ugocsa vármegye főispánja a második házasságából származott. Fiaival (János és Imre) férfi ágon kihalt az ő ága.
1601-ben az országgyűlésen a királyi tábla ülnökévé nevezték ki. Ugyanekkor a zólyomi vár ura. 1602-ben felmerült a neve egy várak felszereltségét vizsgáló bizottság kapcsán. 1604-ben ő is tagja a lengyelországi és sziléziai határmegállapító bizottságot. 1605-ben Bocskai István pártjára állt. 1606-ban átvette Tokaj várát Bocskay részére és ott volt a kassai országgyűlésen, ahonnét tanácsosként tárgyalni küldték a törökhöz. 1607-ben a felföldről küldik követnek az országgyűlésre, és elkíséri Bocskay holttestét Erdélybe. Ezek után pénzügyi és családi gondjai támadnak, melyből második házassága emeli ki. 1604 után 1609-ben is az országgyűlés választott tagja. Forgách Zsigmond nádorsága idején részt vett az erdélyi hadjáratban, melynek során megbetegedett. Emiatt Bécsben gyógyítatta magát. 1612-ben részt vett Thurzó Borbála és Erdődy Kristóf esküvőjén. Halálának pontos időpontja nem ismert, apósával körülbelül egyidőben hunyt el. Fiai már a következő év elején tiltakoznak birtokügyi intézkedése ellen.
Címerpecsétjének leírását, melyben a keresztezett strucctollak dominálnak, Jozef Novák közölte a Kubínyi-gyűjteményből.

## Művei
- Theagenes és Chariclia

Magyarra fordította a Charikleia-mesét (Sorsüldözött szerelmesek), művét Zrínyi Miklós könyvtárának átvizsgálása során fedezték fel. A fordítás nem Héliodórosz görög szövegének latinja, hanem Johann Zschorn német fordítása nyomán készült.